# Principado de Bulgaria
El Principado de Bulgaria fue una de las dos unidades administrativas que se crearon en el Imperio otomano tras la derrota de este en la guerra ruso-turca y el posterior Congreso de Berlín de 1878, para tratar de conciliar el creciente nacionalismo búlgaro. El principado fue autónomo dentro del Imperio (un Estado vasallo del Imperio otomano) y pocos años después se unió a la otra unidad búlgara, el territorio de Rumelia Oriental, para formar la moderna Bulgaria independiente.

## Antecedentes
En 1393 los turcos otomanos tomaron Tarnovo, capital del Segundo Imperio Búlgaro. Era el comienzo de la dominación otomana. La zona de Bulgaria se levantó varias veces contra el dominio otomano, destacando los levantamientos de Tarnovo (1598 y 1686) y la rebelión de Karposh (1689). Sin embargo, el levantamiento más importante se producirá en el siglo XIX.
La Cuestión Oriental afectaba a la zona oriental europea, donde el Imperio otomano se enfrentaba a una profunda decadencia como potencia y a las continuas presiones del Imperio austrohúngaro y el ruso, deseosos de influenciar a los pueblos cristianos sometidos a los otomanos. 
La política exterior rusa sobre el Imperio otomano tenía varios objetivos: alcanzar un puerto libre de hielo en invierno para su flota, expandirse por el Danubio y Asia  y dirigir la independencia de los pueblos cristianos ortodoxos sometidos a los turcos. La guerra de Crimea (1853-1856) frenó estos deseos rusos, pero las potencias vencedoras impusieron al Imperio otomano la aplicación de unas reformas que respetaran a los pueblos cristianos a cambio del apoyo prestado en la guerra. La situación cambió a partir de 1870: la derrota francesa ante Prusia permitió a Rusia influir nuevamente en la cuestión oriental, que obtuvo la independencia religiosa de Bulgaria frente al patriarca griego de Constantinopla, primer paso de su política de intervención en la región.
Por su parte Austria-Hungría, alejada de los asuntos alemanes (derrota en la guerra de 1866) e italianos (unificación de Italia) se centró en los Balcanes y decidió influir en los principados de Serbia y Rumanía como manera de frenar la política expansionista rusa en la zona.
Por su parte el Imperio otomano no pudo hacer frente a las reformas impuestas en la Paz de París de 1856 y se enfrentó a varias rebeliones (Creta en 1866, Herzegovina en 1875 o la guerra con Serbia en 1876) y a la bancarrota en 1875. Ante el cariz que tomaba la situación, un grupo de funcionarios se rebelaron contra el sultán Abdülaziz I sustituyéndolo por Murad V. El país fue dotado de una Constitución en 1876. Sin embargo, el nuevo sultán Abdul Hamid II acabó con la reforma y restableció la monarquía absoluta.
Cuando la rebelión contra el Imperio otomano estalló en Bosnia en 1875, esta se extendió hasta Bulgaria al año siguiente, donde fue conocida como la sublevación de abril. El apoyo popular al alzamiento fue escaso. A pesar de que las autoridades controlaron fácilmente la rebelión, los turcos desataron una brutal represión, en la que participaron los bachibozuks, que realizaron numerosas matanzas (5000 muertos en Batal y Peshtera) y devastaron el país. Otros países europeos se indignaron y denunciaron la brutalidad y los “horrores búlgaros”.
En 1876, se convocó por parte de las grandes potencias la Conferencia de Constantinopla, sin embargo sus decisiones fueron rechazadas por las autoridades otomanas, al considerar que la publicación de la Constitución de 1876 garantizaba los derechos de las minorías del Imperio. Mientras tanto, Rusia seguía siendo hostil a los otomanos e inició una serie de contactos con Austria-Hungría para garantizar su neutralidad frente a un posible proceso bélico (reparto del Imperio otomano concertado en la conferencia informal celebrada en 1876). Finalmente Rusia declaró la guerra en junio de 1877 e invadió el país con el apoyo de los rumanos y de una legión búlgara. En febrero de 1878, los ejércitos rusos llegaron a las puertas de Constantinopla.
El Tratado de San Stefano (3 de marzo de 1878) estipuló la creación de un extenso principado autónomo de Bulgaria y el desmantelamiento de los territorios europeos del Imperio otomano. Austria y Gran Bretaña temían que se rompiera el equilibrio en los Balcanes y que el nuevo Estado se convirtiese en un satélite ruso en los Balcanes y forzaron a Rusia a firmar el Tratado de Berlín, por el que el equilibrio se mantuvo a costa de las aspiraciones nacionales búlgaras: el principado autónomo de Bulgaria se mantuvo, pero muy reducido y sometido al vasallaje oficial a Constantinopla, lo que le impedía establecer relaciones diplomáticas o comerciales formales con otras naciones.
Aunque el Tratado de San Stefano nunca se materializó más allá del papel, se convirtió en una referencia para los nacionalistas búlgaros, porque remitía al antiguo reino de Simeón I. Los sucesivos Gobiernos búlgaros buscaron la unificación de lo que consideraban territorios búlgaros, teniendo como objetivo las fronteras de San Stefano. En las décadas siguientes Bulgaria consiguió nombrar obispos búlgaros en Macedonia (parte del Imperio otomano durante esta época).

## Historia
En 1879 una asamblea constituyente reunida en la ciudad de Tarnovo adoptó una Constitución para Bulgaria (muy democrática para la época, pero que apenas fue aplicada, aprobada gracias al triunfo de la postura del Partido Liberal y a la aquiescencia rusa) y eligió como príncipe a Alejandro de Battenberg, sobrino de la zarina de Rusia. El nuevo soberano había sido en realidad escogido por las grandes potencias. En la provincia de Rumelia Oriental, las potencias europeas elaboraron los estatutos orgánicos del Congreso de Berlín y fue nombrado un gobernador en representación del sultán otomano y que fue aceptado por la asamblea. La nueva capital el principado autónomo se fijó en la ciudad de Sofía, cruce de caminos y cercana a Macedonia, por elección de la autoridad transitoria rusa que controlaba el territorio tras la guerra.

### La Constitución de 1879
Las características principales de la nueva Constitución se debieron a la victoria de los liberales de Petko Karavelov frente a los delegados conservadores. La nueva Constitución instituía una Asamblea Nacional formada por un representante por cada 10 000 votantes, con sufragio universal masculino e inmunidad parlamentaria para sus miembros. El principal poder era el legislativo, por influencia de los Liberales. El príncipe podía promulgar legislación, pero había de obtener el posterior respaldo de la Asamblea. El control presupuestario, la aprobación de nuevos tributos y de legislación quedaba en manos del Parlamento, que había de mantener al menos una sesión anual de dos meses, aunque el príncipe había de convocarla. El príncipe mantenía, sin embargo, gran poder: no sólo la convocatoria del Parlamento, sino el nombramiento de los ministros del Gobierno y de los funcionarios, los ministros quedaban responsables tanto ante las Cortes como ante él, era jefe de las fuerzas armadas y cabeza de la diplomacia búlgara. Además, el rey podía disolver la legislatura a voluntad para convocar nuevas elecciones y no tenía porqué consultar con las Cortes el nombramiento de los ministros. Tras la conversión en reino en 1908, en 1911 se ampliaron aún más los poderes del soberano, permitiéndosele firmar acuerdos internacionales secretos sin el control de la asamblea legislativa.
El país quedaba dividido en departamentos (en búlgaro: okruzi), distritos (en búlgaro: okolii) y comunas (municipios, en búlgaro: obshtini). El prefecto era nombrado por el príncipe y estaba asesorado por un consejo electo. Los distritos, subdivisiones de las prefecturas, quedaban a cargo de los subprefectos, que dirigían la policía y eran responsables del orden público. Las comunas, de gran relevancia durante el periodo otomano, contaban con un concejales elegidos que, a su vez, elegían al alcalde y dos tenientes de alcalde, gozando el país de una amplia autonomía en el gobierno local, poco común en los países vecinos.
Aunque se proclamaba la separación del poder judicial y el respecto a los derechos civiles, la aplicación de estos artículos fue muy deficiente.
A pesar de su carácter democrático, la Constitución no garantizó la instauración de una democracia liberal en el principado. Por el contrario, la historia política del periodo se caracterizó por el afianzamiento de la corrupción y la paulatina concentración del poder en manos primero del primer ministro Stefan Stambolov tras la crisis que llevó a la expulsión del primer príncipe y, más tarde, del nuevo príncipe, Fernando. Diversas prácticas (soborno, intimidación del electorado, anulación arbitraria de resultados...) pervirtieron los resultados electorales de la época.

### La elección del jefe del Estado

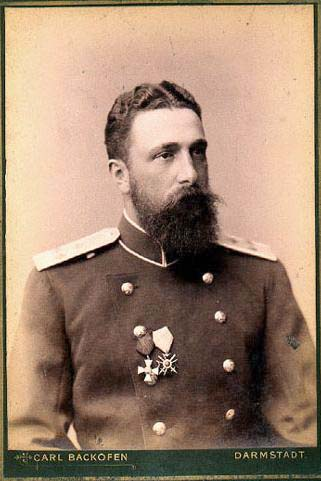
Alejandro de Battenberg, primer príncipe búlgaro, acabó abdicando por la hostilidad de Rusia a pesar de su popularidad.

Como en el caso de la mayoría de los nuevos Estados balcánicos, fueron las grandes potencias quienes escogieron al nuevo gobernante búlgaro. El elegido, Alejandro de Battenberg, era sobrino de los zares, príncipe de Hesse y había recibido formación militar. El nuevo príncipe, sin embargo, recibió una posición incómoda y no vio con buenos ojos la nueva constitución liberal y la limitación de sus prerrogativas. Pronto entró en conflicto tanto con los políticos búlgaros, al elegir un primer ministro conservador en vez de liberal, y con el nuevo ministro de Defensa, un general ruso, que decidió participar en la política nacional apoyando a estos. El cónsul general ruso, sin embargo, recibió instrucciones de apoyar al príncipe, creándose una situación confusa ante la política errática de los representantes rusos, la principal fuerza en el país.

### Evolución política y enfrentamiento con Rusia
El príncipe, cada vez más convencido de la necesidad de deshacerse de la constitución y apoyado por los conservadores, logró suspenderla cuando, tras el asesinato de Alejandro II de Rusia, ascendió al trono ruso el reaccionario Alejandro III. El acuerdo entre ambos duró poco: gobernantes orgullosos, Alejandro III veía a Bulgaria poco más que como a otra provincia rusa, mientras que el príncipe búlgaro no aceptó someterse a su poderoso protector. En el Ejército, donde los puestos de capitán en adelante se habían reservado a militares rusos, la cooperación tampoco fue sencilla, y ya en 1883 los partidos políticos búlgaros decidieron cooperar en respaldar a su príncipe para acabar con la influencia rusa. El príncipe, por su parte, accedió a restaurar la constitución de 1879, que había suspendido en 1881, lográndose una unidad de la política nacional contra el zar que, a su vez, decidió deshacerse de Alejandro y vetar la unión con Rumelia.

### Unión con Rumelia Oriental

Los territorios autónomos búlgaros en el seno del Imperio otomano tras el Congreso de Berlín de 1878: al norte, el principado; al sur, Rumelia Oriental.

Las ambiciones nacionalistas no se conformaron con la autonomía y se extendieron a los territorios búlgaros todavía en poder del Imperio otomano: en 1885 el Ejército de Bulgaria ocupó la provincia de Rumelia Oriental, tras una revuelta interna incruenta en la provincia que derrocó el Gobierno provincial y llamó a Alejandro. Tras una crisis internacional en la que sólo el Imperio otomano mostró su disposición a revertir la unión de los territorios por la fuerza y a pesar del gran disgusto ruso, que retiró a sus asesores, las potencias decidieron respetarla.
Al mismo tiempo que estalló la guerra contra Serbia, declarada por el rey Milan I de Serbia, que temía el crecimiento de Bulgaria y su mayor poderío en el futuro reparto de Macedonia, de la que los búlgaros salieron victoriosos. Se aprobó entonces el nombramiento del príncipe búlgaro como gobernador general de Rumelia Oriental por el periodo habitual de cinco años, aunque se asumió que la unión sería definitiva.

### Caída de Alejandro y primeros años de Fernando

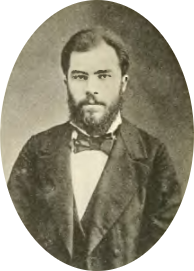
Stefan Stambolov, político Liberal y rusófobo, se hizo con el poder real en el país durante la crisis de la abdicación de Alejandro I, gestionó la búsqueda de un nuevo soberano y fungió como autoritario primer ministro de Fernando durante los primeros años de su reinado.

El zar, humillado por las acciones independientes del príncipe búlgaro, aprobó la organización de una conjura para derrocarle. A pesar del apoyo de los nacionalistas, Alejandro I fue obligado a abdicar debido a una conspiración orquestada por el Gobierno de Rusia, que se apoyó en ciertos elementos militares y algunos políticos que veían en el apoyo ruso la única manera de lograr Macedonia para Bulgaria. En 1886 un golpe de Estado envió al príncipe al exilio. Tras unos días de gobierno del patriarca ortodoxo favorable a los rusos, una contrarrevolución dirigida por el antiguo primer ministro Stefan Stambolov tomó el poder y en diez días Alejandro volvió a Bulgaria. Creyendo haber recuperado el favor ruso por la presencia de un vicecónsul ruso entre los que le recibieron a su vuelta, escribió al zar sin consultar con Stambolov, recibiendo una brutal respuesta en la que el emperador ruso le mostraba su oposición. Alejandro se vio obligado a volver a abdicar.
Stefan Stambolov tomó el poder y la Gran Asamblea búlgara eligió, en contra de la presión rusa —que rompió relaciones con el principado— un nuevo príncipe en 1887: Fernando de Sajonia-Coburgo, que aceptó sin tener el beneplácito de las grandes potencias, apoyándose en Stambolov y en el respaldo popular. La crisis política condujo asimismo a la desaparición del Partido Conservador y a la escisión de los Liberales.
Al año siguiente, se completó la principal línea férrea del país, comprometida antes de la autonomía por el Gobierno imperial de Estambul, que unía esta última con Viena, sin beneficiar especialmente a Bulgaria.
Durante estos primeros años, el joven monarca se apoyó en Stambolov, que impuso un gobierno autocrático que expulsó a los dirigentes liberales rusófilos y a los conservadores que no se le sometieron y encarceló a Karavelov. Stambolov logró la independencia del país de Rusia y mantuvo a Fernando en el trono a pesar de las sucesivas conspiraciones y el aislamiento diplomático de Bulgaria.
En mayo de 1894, el nuevo príncipe, consciente de su inestable posición y de la necesidad del respaldo ruso, consiguió la caída de Stambolov, que había constituido una dictadura (y que moriría asesinado en 1895). Tras siete años en Sofía Fernando no había sido reconocido por ninguna potencia y, sin respaldo ruso, las aspiraciones territoriales de Bulgaria en Macedonia parecían imposibles. La muerte a finales de 1894 del zar ruso facilitó la reanudación de relaciones. Tras la conversión del príncipe heredero a la ortodoxia, la liberación de algunos políticos prorrusos y una visita oficial a Rusia de una delegación búlgara, las relaciones se retomaron en 1896. Tras el reconocimiento de las potencias, el principal asunto nacional pasó a ser la obtención de las fronteras fijadas en el Tratado de San Stefano.
Las fuerzas políticas, por su parte, se reagruparon poco antes del asesinato de Stambolov: los elementos más democráticos respaldaron al liberado Karavelov, que formó el Partido Democrático, mientras que los más conservadores se agruparon en torno a Konstatin Stoilov y su Partido Nacional. Stambolov había dirigido el Partido Liberal-Nacional mientras que Radoslavov encabezaba los Liberales. Por la misma época surgieron el partido socialista (1894), pronto dividido entre moderados y radicales (posteriormente convertidos en comunistas), los agrarios de la Unión Nacional Agraria Búlgara y los Radicales, escisión del Partido Democrático. El hábil Fernando utilizó las rivalidades entre las diversas formaciones y encargó la formación de gabinetes a unas o a otras según las necesidades de la política internacional del país. Los sucesivos Gobiernos no tuvieron problema en lograr mayorías electorales mediante la intimidación u otras artimañas que falseaban las votaciones. Gran parte de las formaciones no se diferenciaban entre sí por su ideología, sino que eran meras camarillas sin apoyo popular.

### Afianzamiento de Fernando e independencia

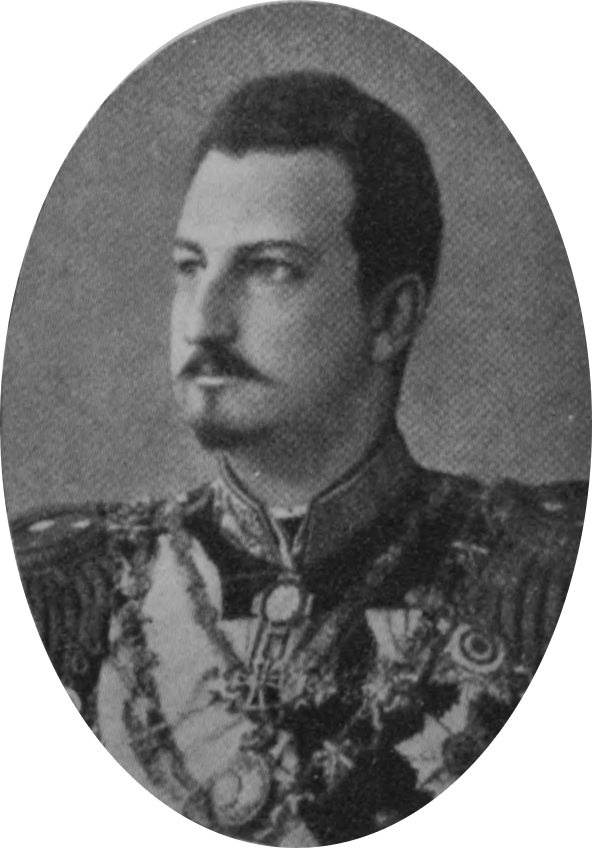
Fernando I de Bulgaria, sucesor en el trono búlgaro de Alejandro, se apoyó los primeros años de su reinado en el rusófobo Stefan Stambolov, más tarde se deshizo de él y tomó el control de la política búlgara.

La primera tarea del nuevo primer ministro Konstantin Stoilov fue llevar a cabo la reconciliación con Rusia. Decidido a controlar la política nacional, Fernando pudo valerse de la división de los partidos liberal y conservador en nuevas formaciones para lograr siempre alguna que llevase a cabo sus deseos. Alternando unos partidos con otros en el Consejo de Ministros, controlaba la política del principado, que cambió cerca de una docena de veces de Gobierno entre 1894 y 1913. Se asentó la corrupción y el nepotismo en la política, conocidos localmente como partisantvo, que hacían posible la compra de votos en la Cortes búlgaras mediante la asignación de contratos o de sinecuras. Era habitual el cambio de funcionariado estatal y local con los cambios de gabinete para premiar los partidarios del nuevo Gobierno. Salvo en las elecciones de 1901, en el resto de sufragios de la época las votaciones se realizaron no para elegir un Gobierno, sino simplemente para confirmar en el poder uno ya elegido por el soberano. Los comicios eran una mera formalidad, pues casi todos los partidos que los organizaban lograron asegurarse la victoria en las votaciones mediante la violencia y la utilización de los recursos estatales, incluida la policía y el ejército.
Por otro lado, para ganarse de las simpatías de los oficiales, en 1888 comenzó una renovación del Ejército que contó con la anuencia de Fernando. Las Fuerzas Armadas duplicaron su tamaño, lo que suscitó nuevas oportunidades de ascenso. A partir de 1896, el nombramiento del ministro de Defensa quedó en manos del príncipe, que solía nombrar un general afín. El crecimiento del Ejército, que en vísperas de las guerras balcánicas contaba con 87 150 hombres, supuso un aumento paralelo de los gastos militares: en 1900, estos y el pago de la deuda acaparaban el 44 % del presupuesto nacional.
Desde finales del siglo XIX, cuando los dos grandes partidos se escindieron en varias facciones hasta la guerra mundial nueve formaciones competían por el poder; tres de ellas provenían del Partido Liberal (el Partido Nacional Liberal de Dimitur Ptkov, sucesor de Stambolov; el Liberal de Vasil Radoslavov y los Jóvenes Liberales de Dimitur Tonchev) y les separaban principalmente cuestiones personales entre sus dirigentes. Eran fundamentalmente antirrusos y prooccidentales en su política exterior y se basaban en el apoyo de la intelectualidad urbana y los campesinos. Los conservadores, que cambiaron de nombre en 1894 a Partido Nacional, estaban dirigidos por Stoilov, que colaboraba con el Partido Liberal Progresista de Dragan Tsankov. Estos partidos eran más favorables a Rusia y se nutrían de las profesiones liberales y de los terratenientes. Entre ambos grupos de partidos se hallaba el Partido Democrático de Petko Karavelov, más indefinido en política exterior pero generalmente favorable a las potencias occidentales. A estas formaciones se sumaron la Unión Agraria y dos partidos socialdemócratas.
Durante este periodo se dio impulso a la industrialización del país y a la mejora de las comunicaciones férreas, pero a costa del hundimiento de la producción artesanal y de grandes deudas para el Estado. La agricultura, a la que se dedicaba la gran mayoría de la población, tampoco mejoró durante el periodo: tras la creación del principado la reforma agraria había acabado con las grandes haciendas otomanas, pero la división permanente de las propiedades por herencia empeoró la situación de los campesinos. La crisis de los labradores, descontentos con la gestión gubernamental y la supresión militar de sus protestas en 1899 dieron lugar a la creación de la Unión Agraria y a la pérdida del respaldo campesino por los liberales.
La represión de las protestas y la disolución ilegal de los ayuntamientos hicieron a Vasil Radoslavov impopular y el príncipe le sustituyó en 1901. La coalición de Karavelov rescindió un impuesto de Radoslavov mal recibido por los campesinos, pero pronto perdió también el favor de la población.
El 22 de septiembrejul./ 5 de octubre de 1908greg., con el apoyo del emperador de Austria-Hungría, Fernando I proclamó en Tarnovo la independencia de Bulgaria y tomó el título de zar durante la crisis bosnia. La proclamación de la independencia se aceleró por la toma del poder en Estambul por los Jóvenes Turcos, que pensaban reformar el Estado y convocar un parlamento al que acudiesen representantes de todos los territorios imperiales, lo que hubiese dificultado la evolución independentista búlgara y la anexión permanente de Bosnia-Herzegovina por el Imperio austrohúngaro.
El logro de la independencia, que se consiguió simplemente mediante el pago de una indemnización al Gobierno otomano, dio paso a la concentración de la política búlgara en la consecución de las fronteras del Tratado de San Stefano, especialmente en la anexión de Macedonia. La fallida revuelta macedonia de 1903 había llevado a la dimisión del gabinete del momento y se convirtió cada vez más en el principal asunto de la política exterior búlgara.

## Economía y sociedad

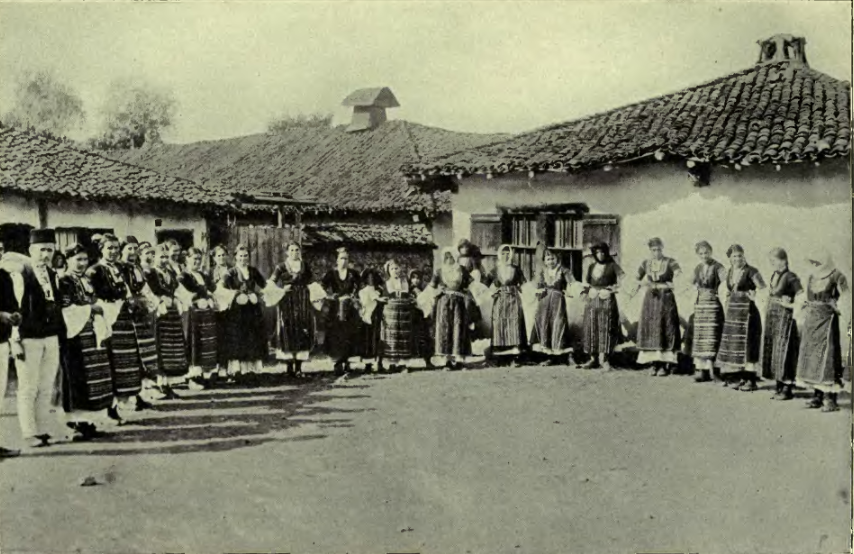
Campesinos búlgaros: la gran mayoría de la población del principado se dedicaba a las tareas del campo.

El principado era abrumadoramente rural, con alrededor del 80 % de la población dedicada a las tareas del campo. Poco después de la conversión en reino, en 1910, la población urbana seguía en el 19,1 %, porcentaje que apenas había aumentado desde la independencia en 1885. Varias décadas después, en 1946, aún tres cuartos de la población se dedicaba a las tareas agrícolas. A partir de 1899-1900, la situación del campo mejoró notablemente. El aumento del precio de los productos agrícolas y la extensión de la producción intensiva en latifundios hizo que el país empezase a exportar cereal. Los nuevos latifundios dedicados a la producción agrícola industrial pasaron de emplear 69 000 jornaleros en 1900 a 161 000 en 1910.
El analfabetismo estaba muy extendido: en 1900, apenas el 58 % de la población de la capital sabía leer y escribir, mientras que en las ciudades de provincias la proporción era aún menor (40 %) y en el campo alcanzaba sólo al 15 % tenía estos conocimientos básicos. En 1881-84, apenas sabía leer y escribir el 5 % de los hombres y el 1,5 % de las mujeres. La sociedad se componía fundamentalmente de dos grupos: el campesinado (mayoritario) y la población urbana formada esencialmente de funcionarios y algunos profesionales de la pequeña burguesía.
La industria era escasa y centrada en la transformación de los productos agrícolas. Hasta comienzos del siglo XX fue casi inexistente, como en el resto de países balcánicos. La falta de capital y los altos intereses de los empréstitos, la competencia de los productos extranjeros —sujetos a bajos aranceles— y el reducido mercado nacional entorpecían el desarrollo industrial. En 1887, el país apenas contaba con treinta y seis industrias con más de diez trabajadores, que en total daban trabajo a tres mil personas. En 1911, las industrias textiles y alimentarias representaban el 90 % de la producción industrial. La productividad per cápita era además bajísima (28,3 leva-oro frente a los 1128 en los Estados Unidos). La independencia del Imperio otomano trajo además la pérdida de su mercado y la dura competencia de los productos europeos, a menudo más baratos y de mejor calidad que los producidos por los artesanos búlgaros. Varios miles de estos se arruinaron. Los sindicatos obreros, surgidos a mediados de la década de 1890, tenían pocos afiliados y su número se redujo con el tiempo. Parte de los labradores y artesanos arruinados encontraron trabajo en las numerosas obras, públicas —de ferrocarriles, puertos, oficinas...— y privadas, que se llevaban a cabo por entonces. La industria empezó a crecer con el cambio de siglo debido a varios factores: el aumento del consumo interno, el notable aumento de los aranceles (del 14% al 65 %), varias medidas proteccionistas y la construcción, aunque la producción per cápita seguía siendo muy inferior a la de las grandes potencias de Europa occidental.
En el campo, sin embargo, la propiedad era muy igualitaria, en parte debido a la distribución de los latifundios de los propietarios turcos huidos o expulsados tras las revueltas de la década de 1870. Estas habían poseído hasta 1878 en torno al 21-23 % de las tierras cultivables. En 1897, el 49 % de la tierra y el 87,3 % de las explotaciones eran minifundios de menos de diez hectáreas de extensión. La imposición de la compra de las tierras obtenidas de los turcos llevó a un grave endeudamiento de parte del campesinado, a causa de la falta de crédito, que conllevaba la pujanza de la usura y a la mengua de los precios agrícolas a finales de siglo. Aproximadamente noventa y siete mil labradores se arruinaron entre 1885 y 1893.
Aunque la educación creció, gran parte de los nuevos universitarios y graduados de las escuelas secundarias no se dirigió al reforzamiento de la industria o del comercio, sino de la burocracia estatal, el Ejército y de las profesiones liberales. El funcionariado creció notablemente: de 2121 personas en 1878-1879, pasó a 20 000 en 1900, 27 989 en 1904 y 49 683 en 1911. Parte de esta nueva intelectualidad cambiaba regularmente de partido político para asegurarse empleos en el funcionariado del Estado que el partido del Gobierno podía garantizar y que era su principal tarea al asumir el gobierno. Era tradicional que el nuevo partido del Gobierno relevase a gran parte del funcionariado anterior para entregar los puestos a sus partidarios. Las ciudades eran, fundamentalmente, centros políticos y administrativos donde gran parte de la población estaba ligada al empleo estatal: en Sofía en 1905, el 25,5 % de la población eran funcionarios y sus familias, que suponían un elemento económico importante, como en el resto de países de la región. Este elemento dependiente del Estado tenía un papel crucial en el fomento del nacionalismo, como en toda Europa.
La composición cultural del país incluía una importante pero decreciente minoría turca que a comienzos de la década de 1880 estaba compuesta por 702 000 personas del total de los 2 814 000 de los habitantes del principado (y que se redujo a 540 000 en 1900). Los griegos, concentrados especialmente en las ciudades al sur de los Balcanes, representaban el 1,5 % de la población, mientras que las personas de lengua búlgara eran el 67,84 %.